# 3. deild Wysp Owczych (2001)
W roku 2001 odbyła się 25. edycja 3. deild Wysp Owczych – trzeciej ligi piłki nożnej Wysp Owczych. W rozgrywkach brało udział 10 klubów z całego archipelagu. Klub z pierwszego miejsca awansował do 2. deild. W sezonie 2001 był to: VB II Vágur, drugi zaś musiał rozegrać baraż o awans do ligi wyższej. Royn Hvalba przegrał dwumecz z KÍ II Klaksvík i pozostał w 3. deild. Klub z ostatniego miejsca spadał do 4. deild, a w roku 2001 był to KÍ III Klaksvík. Relegowany został także GÍ III Gøta, gdyż GÍ II Gøta spadł do 3. deild.

## Uczestnicy
| Uczestnicy 3. deild Wysp Owczych 2000                                                                         | Uczestnicy 3. deild Wysp Owczych 2000 | Uczestnicy 3. deild Wysp Owczych 2000 | Uczestnicy 3. deild Wysp Owczych 2000 |
| --- | ------------------------------------- | ------------------------------------- | ------------------------------------- |
| B36III | B36 III Tórshavn                      | 2                                     |                                       |
| B71II | B71 II Sandoy                         | 3                                     |                                       |
| AB | AB Argir                              | 4                                     |                                       |
| VB II | VB II Vágur                           | 5                                     |                                       |
| B68 II | B68 II Toftir                         | 6                                     |                                       |
| TB II | TB II Tvøroyri                        | 7                                     |                                       |
| ÍF II | ÍF II Fuglafjørður                    | 8                                     |                                       |
| KÍ III | KÍ III Klaksvík                       | 10                                    |                                       |
| Spadek z 2. deild Wysp Owczych 2000                                                                           |                                       |                                       |                                       |
| Royn | Royn Hvalba                           | 10                                    |                                       |
| Awans z 4. deild Wysp Owczych 2000                                                                            |                                       |                                       |                                       |
| GÍIII | GÍ III Gøta                           |                                       |                                       |
| Oznaczenia: - kolumna pierwsza – skróty nazw drużyn, - kolumna trzecia – miejsce zajęte w poprzednim sezonie. |                                       |                                       |                                       |

## Tabela ligowa
| Lp. | Drużyna             | M  | Z  | R | P  | Bramki | Bramki | Różn. | Pkt | Uwagi              |
| --- | ------------------- | -- | -- | - | -- | ------ | ------ | ----- | --- | ------------------ |
| 1   | VB II Vágur (M) (A) | 18 | 16 | 0 | 2  | 82     | 24     | +58   | 48  | Awans do 2. deild  |
| 2   | Royn Hvalba         | 18 | 13 | 3 | 2  | 62     | 17     | +45   | 42  | Baraże o 2. deild  |
| 3   | ÍF II Fuglafjørður  | 18 | 10 | 1 | 7  | 54     | 47     | +7    | 31  |                    |
| 4   | AB Argir            | 18 | 10 | 0 | 8  | 54     | 41     | +13   | 30  |                    |
| 5   | B36 III Tórshavn    | 18 | 7  | 4 | 7  | 53     | 44     | +9    | 25  |                    |
| 6   | B71 II Sandoy       | 18 | 7  | 2 | 9  | 41     | 65     | −24   | 23  |                    |
| 7   | B68 II Toftir       | 18 | 7  | 0 | 11 | 32     | 46     | −14   | 21  |                    |
| 8   | GÍ III Gøta (S)     | 18 | 4  | 4 | 10 | 33     | 54     | −21   | 16  | Spadek do 4. deild |
| 9   | TB II Tvøroyri      | 18 | 5  | 1 | 12 | 31     | 59     | −28   | 16  |                    |
| 10  | KÍ III Klaksvík (S) | 18 | 3  | 1 | 14 | 26     | 71     | −45   | 10  | Spadek do 4. deild |

GÍ III Gøta spadł do niższej ligi, gdyż to samo spotkało GÍ II Gøta w tym samym sezonie.